# Leonora Carrington
Pour les articles homonymes, voir Carrington (homonymie).
Leonora Carrington, née le 6 avril 1917 à Clayton Green, Lancashire, et morte à Mexico le 25 mai 2011, est une artiste peintre, sculptrice et romancière mexicaine d'origine britannique.

## Biographie

### Jeunesse
Issue d'une famille de riches industriels du textile, Leonora Carrington veut très tôt se consacrer à la peinture et entre à l'académie d'Amédée Ozenfant, à Londres.

### Séjour français
Elle rencontre Max Ernst lors d'une exposition à Londres. Le couple part pour la France, s'installe à Saint-Martin-d'Ardèche dans une maison qu'il décore de ses sculptures. Leonor Fini et Paul Éluard viennent leur rendre visite, Lee Miller les photographie. C'est Max Ernst qui présente Leonora aux surréalistes. André Breton admire ses textes et inclut le conte La Débutante dans son Anthologie de l'humour noir. Écrivant en anglais, en français et en espagnol, elle publie des contes et des pièces de théâtre surréalistes dans lesquels l'humour noir côtoie l'onirisme.[réf. nécessaire]
Après la déclaration de guerre entre la France et l'Allemagne en septembre 1939, Max Ernst est emprisonné au camp des Milles, près d'Aix-en-Provence, pour cause de nationalité allemande, puis pendant l'Occupation, en tant qu'opposant au régime nazi[réf. nécessaire].

### Épisode espagnol
Échouant à faire libérer Max Ernst, Carrington, poussée par des amis, les suit en Espagne. Elle laisse derrière elle plusieurs textes, dont Histoire du Petit Francis, qui ne seront retrouvés que bien plus tard par un spécialiste d'Ernst, l'historien d'art Werner Spies. Dans ce pays qui lui est étranger, dans cette situation intenable, sa santé mentale est durement éprouvée. Elle tombe dans une profonde dépression et est internée. Elle relate dans son récit En Bas cet internement psychiatrique en Espagne,. Elle parvient à s'échapper de l'hôpital psychiatrique de Santander, passe à Lisbonne où elle retrouve un ami, le poète et diplomate mexicain Renato Leduc (en), qui l'épouse (mariage de convenance) pour lui permettre de quitter l'Europe.

### Le Mexique
À partir de 1942, elle vit la majeure partie du temps à Mexico. Elle y retrouve plusieurs surréalistes comme Remedios Varo, qui devient sa meilleure amie, Benjamin Péret, Alice Rahon, le sculpteur José Horna, avec qui elle collabore, et Kati Horna, Gunther Gerzso, ou encore le photographe Imre « Chiqui » Weisz, qu'elle épouse. 
Elle entre dans une période de création intense. Elle participe à un concours pour peindre une Tentation de saint Antoine qui figurera dans le film d'Albert Lewin, The Private Affairs of Bel Ami (1947). On compte notamment, parmi les participants, Max Ernst — qui remporte le concours — et Salvador Dalí. Des enfants naissent, Pablo et Gabriel.

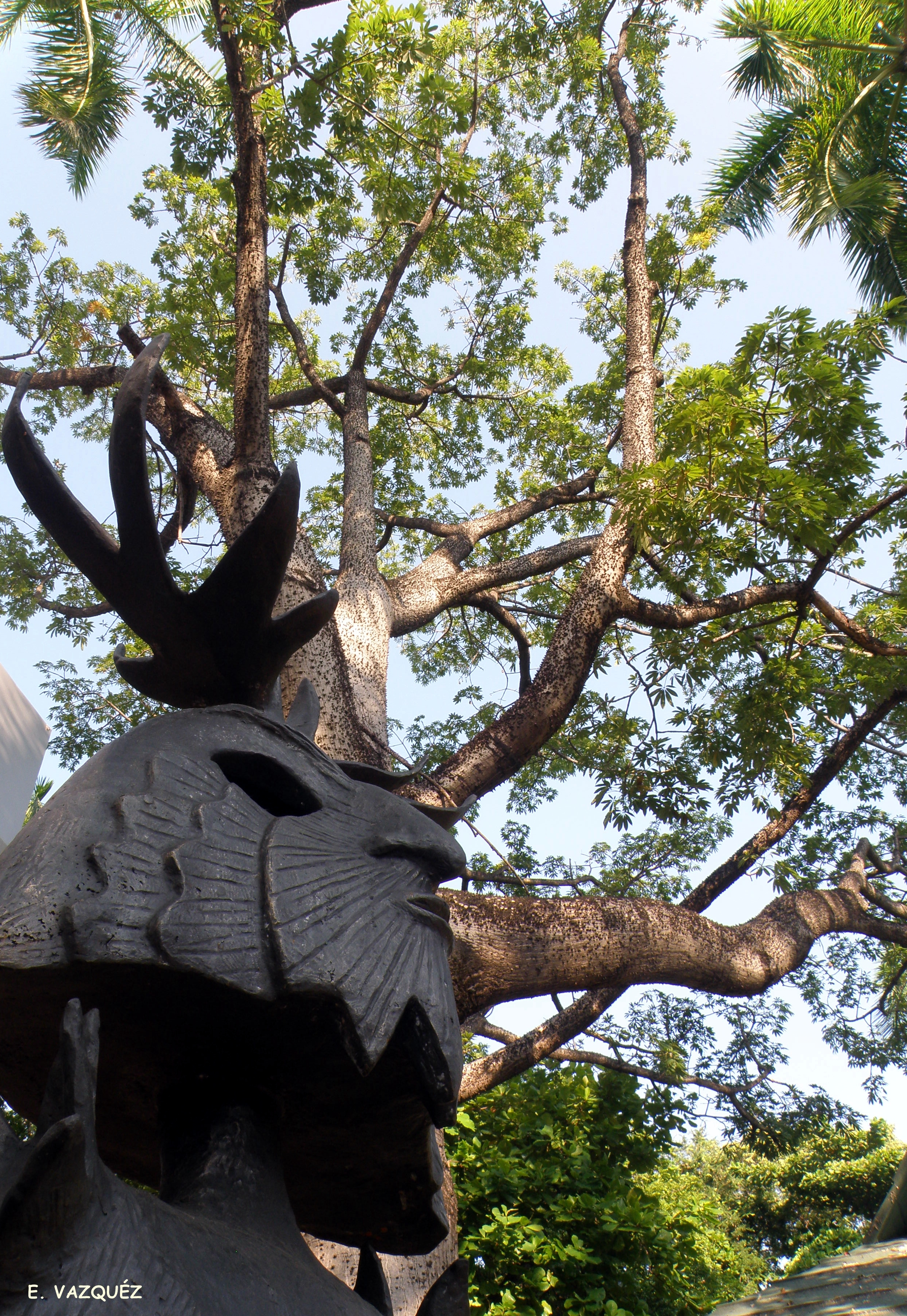
Sculpture de Leonora Carrington.

Elle rédige Le Cornet acoustique et La Porte de pierre.
Elle se lie à l'intelligentsia locale comme Octavio Paz ou Frida Kahlo. Carlos Fuentes parle de « sorcellerie ironique » à son sujet. Alejandro Jodorowsky met en scène sa pièce de théâtre Pénélope. Le poète et mécène britannique Edward James la prend sous son aile, et lui demande d'exécuter des fresques pour sa maison surréaliste Las Pozas, à Xilitla (San Luis Potosí). Elle réalise également une fresque sur Le Monde magique des Mayas (es) pour le musée national d'Anthropologie de Mexico.
Durant les dernières années de sa vie, elle se consacre surtout à la sculpture.

### Décès
Elle meurt à Mexico, le 25 mai 2011, à 94 ans, des suites d'une maladie respiratoire,,.

## Publications
Œuvres traduites ou écrites en français :
- 1938 : La Maison de la Peur[8], préface et illustrations de Max Ernst, Paris, éditions GLM et Henri Parisot Un des dix textes de la collection « Un divertissement »[9] (BNF 42663092).
- 1951 : Une chemise de nuit de flanelle, Paris, Librairie Les Pas Perdus, coll. « L'Âge d'or », trad. Yves Bonnefoy
- 1973 : En Bas, Paris, Terrain vague, coll. « Le Désordre » ; rééd. 2013, éditions Zakhor L'Arachnoïde, avec une préface d'Annie Le Brun, Dévoilé autant que possible
- 1974 : Le Cornet acoustique, préface d'André Pieyre de Mandiargues, Paris, Flammarion, coll. « L'Âge d'or » ; rééd. Garnier-Flammarion, no 397, 1983
- 1976 : La Porte de pierre, Paris, Flammarion, coll. « L'Âge d'or »
- 1978 : La Débutante, contes et pièces, Paris, Flammarion, coll. « L'Âge d'or »
- 1986 : Pigeon vole, contes retrouvés, Cognac, Le Temps qu'il fait, coll. « Pleine Marge »
- 2018 : Le Lait des rêves, traduction et notes de Lise Thiollier, illustrations de Leonora Carrington, suivi de Entre contes et bêtes sans noms par Gabriel Weisz et Les choses sont à ceux qui en ont le plus besoin par Alejandro Jodorowsky, Paris, Ypsilon Éditeur, 56 p.
- 2021 : L’Œuvre écrit I, Contes, Lyon, Fage éditions, préface de Marc Kober, 208 p.
- 2022 :
  - L’Œuvre écrit II, Récits, Lyon, Fage éditions, préface de Jacqueline Chénieux-Gendron, 432 p.
  - L’Œuvre écrit III, Théâtre, Lyon, Fage éditions, préface de Karla Segura Pantoja, 432 p.

## Adaptation
- La Fête de l'agneau, pièce écrite dans les années 1940, est adaptée pour l'opéra par les Autrichiennes Elfriede Jelinek et Olga Neuwirth sous le titre Bählamms Fest. L'œuvre est créée à Vienne en 1999.

#### En français
- Juliette Roche, Max et Leonora, récit d'investigation, Cognac, Le Temps qu'il fait, 1997
- Marie Blancard, « Les figures féminines dans les contes de Leonora Carrington », in Christiane Chaulet Achour (dir.), Conte et narration au féminin, Le Manuscrit « Lettres », 2005
- Marc Alyn, Leonora Carrington, la dame blanche du surréalisme, Paris, Bartillat, coll. « Approches de l'art moderne », 2007
- Annie Le Brun et Homero Aridjis, André Breton, Max Ernst, Octavio Paz, Delmari Romero Keith, Leonora Carrington, la mariée du vent, Paris, coédition Gallimard/Maison de l'Amérique latine, 2008
- Andrea Oberhuber, « Humour noir et onirisme dans La Maison de la Peur et La Dame ovale de Leonora Carrington et Max Ernst », dans Mireille Calle-Gruber, Sarah-Anaïs Crever Goulet, Andrea Oberhuber et Maribel Peñalver Vicea (dir.), Folles littéraires : folies lucides. Les états borderline du genre et ses créations, Montréal, Nota bene, 2019, p. 25-47

#### Autres langues
- Whitney Chadwick, Leonora Carrington, la Realidad de la imaginación, Mexico, Consejo Nacional para la Cultura y las Artes/Era, 1994
- Susan Aberth, Leonora Carrington : Surrealism, Alchemy and Art, Adershot & Burlington, Lund Humphries, 2004
- (en) « More than Surreal » par Ali Smith pour la Tate Gallery
- Joanna Moorhead et Stefan Van Raay, Surreal Friends: Leonora Carrington, Remedios Varo and Kati Horna, Adershot & Burlington, Lund Humphries, 2010

### Filmographie
- Leonora Carrington, documentaire réalisé par Dominique et Julien Ferrandou, co-produit par TFV, Aube Elléouët et Oona Elléouët, distribué par Seven Doc ; sortie : 2011.
- Leonora Carrington, pionnière du surréalisme, documentaire britannique de 2017 ; diffusion ARTE : 10 mars 2024.

### Autour de Leonora Carrington
- Sa vie a inspiré le livre Leonora d'Elena Poniatowska (Arles, Actes Sud, 2012).
- Roberto Bolaño fait mention de L. Carrington dans son livre Les Détectives sauvages.